# I-201 (sous-marin)
L'I-201  (イ-201) est un sous-marin de classe Sen-Taka (伊二百一型潜水艦, I-ni-hyaku-ichi-gata sensuikan) ou classe I-201 en service dans la marine impériale japonaise durant la Seconde Guerre mondiale.
Le I-201 était l'un des trois sous-marins de la classe I-201 à avoir été achevé pendant la Seconde Guerre mondiale.
Il a été mis en service en février 1945, et la guerre s'est terminée avant qu'il ne puisse effectuer une patrouille opérationnelle. Il s'est rendu à la marine américaine en 1945 et a été coulé comme cible en 1946.

## Conception et description
Les sous-marins de la classe I-201 ont été dérivés du sous-marin expérimental à grande vitesse n°71. Ils avaient un déplacement de 1 312 tonnes en surface et 1 473 tonnes en immersion. Les sous-marins mesuraient 79 mètres de long, avaient une largeur de 5,8 mètres et un tirant d'eau de 5,4 mètres. Ce sont les sous-marins japonais qui ont plongé le plus profondément pendant la Seconde Guerre mondiale, avec une profondeur de 110 m.
Pour la navigation en surface, les sous-marins étaient équipés de deux moteurs diesel de 1 375 chevaux-vapeur (1 025 kW), chacun entraînant un arbre d'hélice. Lorsqu'ils étaient immergés, chaque hélice était entraînée par un moteur électrique de 2 500 chevaux-vapeur (1 864 kW). Ils pouvaient atteindre 15,2 nœuds (28,2 km/h) en surface et 19 nœuds (35 km/h) sous l'eau. En surface, la classe I-201 avait une autonomie de 5 800 milles nautiques (10 700 km) à 14 nœuds (26 km/h) ; en immersion, ils avaient une autonomie de 135 milles nautiques (250 km) à 3 nœuds (5,6 km/h). Ils étaient équipés d'un snorkel pour leur permettre de faire tourner leurs moteurs diesel sous l'eau.
Les sous-marins étaient armés de quatre tubes lance-torpilles internes de 53,3 cm à l'avant. Ils transportaient un total de 10 torpilles. Ils étaient également armés de deux supports simples pour les canons antiaériens Type 96 de 25 mm.

## Construction et mise en service
Construit par l'Arsenal naval de Kure au Japon, le I-201 est mis sur cale le 1er mars 1944 sous le numéro 4501. Il est lancé le 22 juillet 1944 et achevé et mis en service le 2 février 1945,.

## Historique

### Seconde Guerre mondiale
Lors de sa mise en service, le I-201 a été rattaché au district naval de Kure et affecté à la 33e division de sous-marins de l'escadron sous-marin de Kure, pour des tests de performance. Il a été réaffecté le 15 avril 1945 au 11e escadron de sous-marins de la 6e Flotte, et le 15 juin 1945 à la 34e division de sous-marins de la 6e Flotte,.
Le 15 août 1945, le I-201 se trouvait à Maizuru, au Japon, avec ses navires jumeaux (sister-ships) I-202 et I-203 lorsqu'il a été réaffecté à la 15e division de sous-marins de la 6e Flotte,. Le même jour, les hostilités entre le Japon et les Alliés ont pris fin. Le Japon s'est officiellement rendu lors d'une cérémonie à bord du cuirassé de la marine américaine USS Missouri (BB-63) dans la baie de Tokyo le 2 septembre 1945, et le I-201 s'est rendu aux Alliés, à Maizuru ce jour-là.

### Après-guerre
En novembre 1945, le I-201 quitta Maizuru à destination de Sasebo, au Japon, qu'il atteignit le 25 novembre 1945. Les Japonais la rayèrent de la liste de la Marine le 30 novembre 1945,. Un incendie éclata à bord le 11 décembre 1945, détruisant quatorze de ses éléments de batterie dans son compartiment avant. Entre le 28 décembre 1945 et le 8 janvier 1946, il a pris la mer avec le I-203 depuis Sasebo pour une série d'essais en mer avec des équipages de la marine américaine, soutenus par le ravitailleur de sous-marins USS Euryale (AS-22).
Le 13 janvier 1946, à 7h30, les I-201 et I-203 font route de Sasebo en compagnie du Euryale et du navire de sauvetage USS Current (ARS-22) à destination de Pearl Harbor, Hawaii, avec des escales prévues à Guam dans les îles Mariannes, à Eniwetok dans les îles Marshall et dans l'atoll Johnston. Les navires se sont dirigés plein sud vers Guam en formation de colonne, avec le Euryale en tête, suivi du I-201, du I-203 et du Current, chaque navire se trouvant à 1 500 mètres devant et derrière lui. En se dirigeant vers Guam, les navires ont traversé un typhon, au cours duquel les deux sous-marins ont subi des pannes de moteur et le I-201 une panne de direction. Après avoir été réparés en mer, les navires sont arrivés au port d'Apra sur Guam à 16h15 le 21 janvier 1946, recevant un accueil tapageur. Les équipages ont obtenu une permission à terre sur Guam.
Les navires quittèrent Guam le 25 janvier 1946 pour l'étape suivante de leur voyage. Le 26 janvier à 9 heures, le I-201 subit une nouvelle panne de moteur, si bien que le Current le prit en remorque et les navires atteignirent Eniwetok le 31 janvier 1946. Le commandant de la formation décida de sauter l'arrêt prévu à l'atoll Johnston et de se rendre directement d'Eniwetok à Pearl Harbor. Un voyage direct d'Eniwetok à Pearl Harbor dépassant la portée des I-201et I-203, il ordonna de remorquer les deux sous-marins. À 7 heures le 2 février 1946, les navires quittèrent Eniwetok, avec le Euryalus remorquant le I-201. La formation arriva à Pearl Harbor le 13 février 1946, et les I-201 et I-203 y entrèrent en service comme gardiens avec des équipages réduits pendant que l'US Navy étudiait leur conception.

#### Élimination
Les relations d'après-guerre avec l'Union soviétique se détériorant rapidement et les États-Unis craignant de plus en plus qu'en vertu des accords d'après-guerre, les Soviétiques exigent l'accès aux sous-marins japonais capturés qui fourniraient à la marine soviétique des informations précieuses sur les conceptions avancées des sous-marins japonais,, les États-Unis ont décidé de ne pas se contenter de l'accès aux sous-marins japonais. Le 26 mars 1946, la marine américaine a donné l'ordre de couler tous les sous-marins japonais capturés. En conséquence, la marine américaine a coulé le I-201 comme cible lors des essais de l'explosif Mark 9 au large de Pearl Harbor le 23 mai 1946. Il a coulé à 10h58 à la position géographique de 21° 13′ N, 158° 08′ O après que le sous-marin USS Queenfish (SS-393) l'ait touché avec une torpille Mark 18 Mod 2.

### Découverte de l'épave
Au cours d'une recherche parrainée par la National Geographic Society, les submersibles de plongée profonde Pisces IV et Pisces V du Hawaii Undersea Research Laboratory (HURL) ont localisé l'épave du sous-marin japonais I-14 à environ 800 mètres d'eau au large de Barbers Point, Oahu, Hawaï, le 15 février 2009. Alors que le Pisces V était en cours de récupération et que le Pisces IV se préparait à remonter du fond de l'océan, l'équipage du Pisces IV a obtenu un contact sonar sur ce qui semblait être la proue d'un sous-marin plus petit situé à proximité. Le 16 février 2009, les deux submersibles ont effectué une recherche approfondie du fond de la mer dans la zone pour trouver le reste du plus petit sous-marin. Ils n'ont eu aucun succès jusqu'à ce que le Pisces V soit récupéré et que le Pisces IV se prépare à quitter le fond de la mer, lorsque l'équipage du Pisces IV a obtenu un contact sonar sur ce qui semblait être la coque du plus petit sous-marin. Une enquête rapide sur ce nouveau contact a révélé la partie principale de l'épave du I-201, avec le "I-201" et le drapeau de bataille de la Marine impériale japonaise clairement peint sur la tour de contrôle et un chrysanthème peint sur le côté du mât du périscope.
Les submersibles sont retournés au fond de la mer le 17 février 2009 pour effectuer une étude approfondie des deux épaves. Leurs équipages ont trouvé les deux sous-marins brisés en deux morceaux, la proue du I-14 se trouvant à égale distance de la section principale de la coque et la proue du I-201, et la section principale de la coque du I-201 à peu près à égale distance de la proue du I-201. Les submersibles ont trouvé l'étrave du I-201 couchée sur son côté bâbord et soigneusement découpée de la section principale de la coque, qui se trouvait à un angle de 45 degrés. Le canon de pont rétractable arrière était plié mais visible, et les équipages des submersibles pouvaient voir le canon de pont rétractable avant par son ouverture dans le pont. Fait inhabituel, une grande partie des planches de bois du pont supérieur - largement ou totalement absentes dans les autres épaves de sous-marins japonais de la région - existait encore.
Les chercheurs ont annoncé la découverte des épaves des I-14 et I-201 le 12 novembre 2009. La recherche des épaves et les images vidéo de celles-ci au fond de l'océan ont été présentées dans le documentaire Hunt for the Samurai Subs, qui a été diffusé en première aux États-Unis sur la chaîne National Geographic Channel le 17 novembre 2009.